# Roberto Girometti
Roberto Girometti, né le 4 mai 1939 à Rome (Émilie-Romagne) est un chef opérateur, réalisateur et scénariste italien.

## Biographie
Girometti a été formé par l'agence d'actualités filmées La Settimana Incom (it), où il a passé dix ans au total à partir de 1962 ; il a notamment travaillé avec Leonida Barboni et Angelo Filippini. À partir de 1971, il a également été chef opérateur, illustrant principalement des documentaires et ne photographiant qu'occasionnellement des longs métrages. Parmi ses œuvres les plus connues, il y a Intervista a Salvador Allende: La forza e la ragione, réalisé par Emidio Greco et Roberto Rossellini, et une interview de Fidel Castro avec Gianni Minà ; en ce qui concerne les documentaires, il s'est également essayé à l'écriture de scénarios et à la réalisation. Après un bref intermède en tant que réalisateur de ses propres scénarios sous le nom de Bob Ghisais (un film sur la mafia et un autre érotique, suivis d'un deuxième en 1985), il est passé derrière la caméra pour de nombreux films de genre et pour des feuilletons à la télévision, notamment la série de films Detective Extralarge (it).

## Filmographie

### Chef opérateur
- 1979 : Sans peur et sans culotte (El periscopio) de José Ramón Larraz

### Réalisateur
- 1980 : Mafia, una legge che non perdona
- 1980 : Secrets d'adolescentes (Le segrete esperienze di Luca e Fanny)
- 1985 : Professione: porno attrice

### Scénariste
- 1968 : Django porte sa croix (Quella sporca storia nel West) d'Enzo G. Castellari
- 1980 : Mafia, una legge che non perdona